# Lago del Sautet
Il lago del Sautet (in francese lac du Sautet) è un bacino artificiale posto al confine tra i dipartimenti francesi dell'Isère e delle Alte Alpi. È formato da una diga costruita lungo il corso del fiume Drac nei pressi della sua confluenza con la Souloise.
La diga è stata costruita negli anni 1930-1935.

## Galleria d'immagini

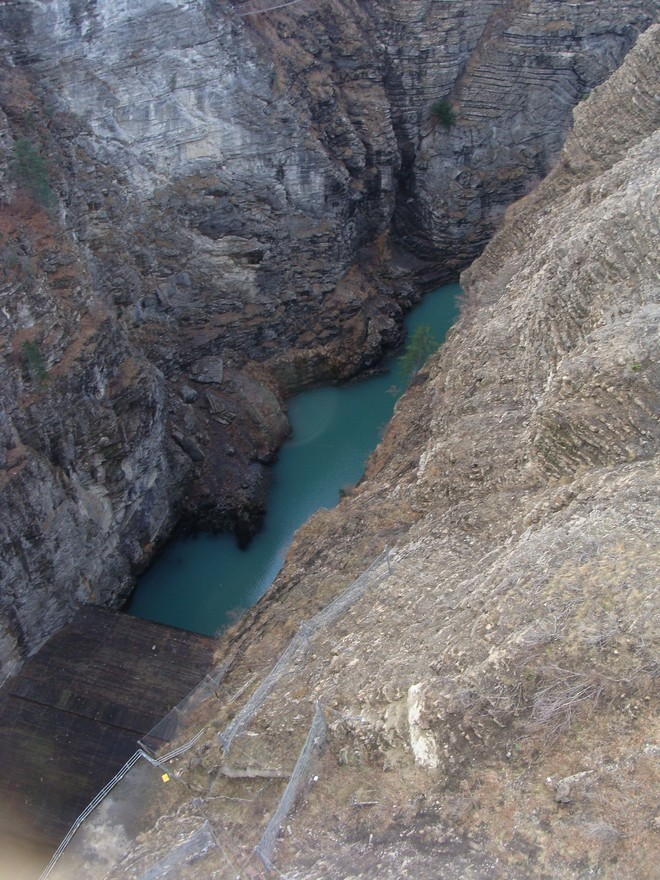
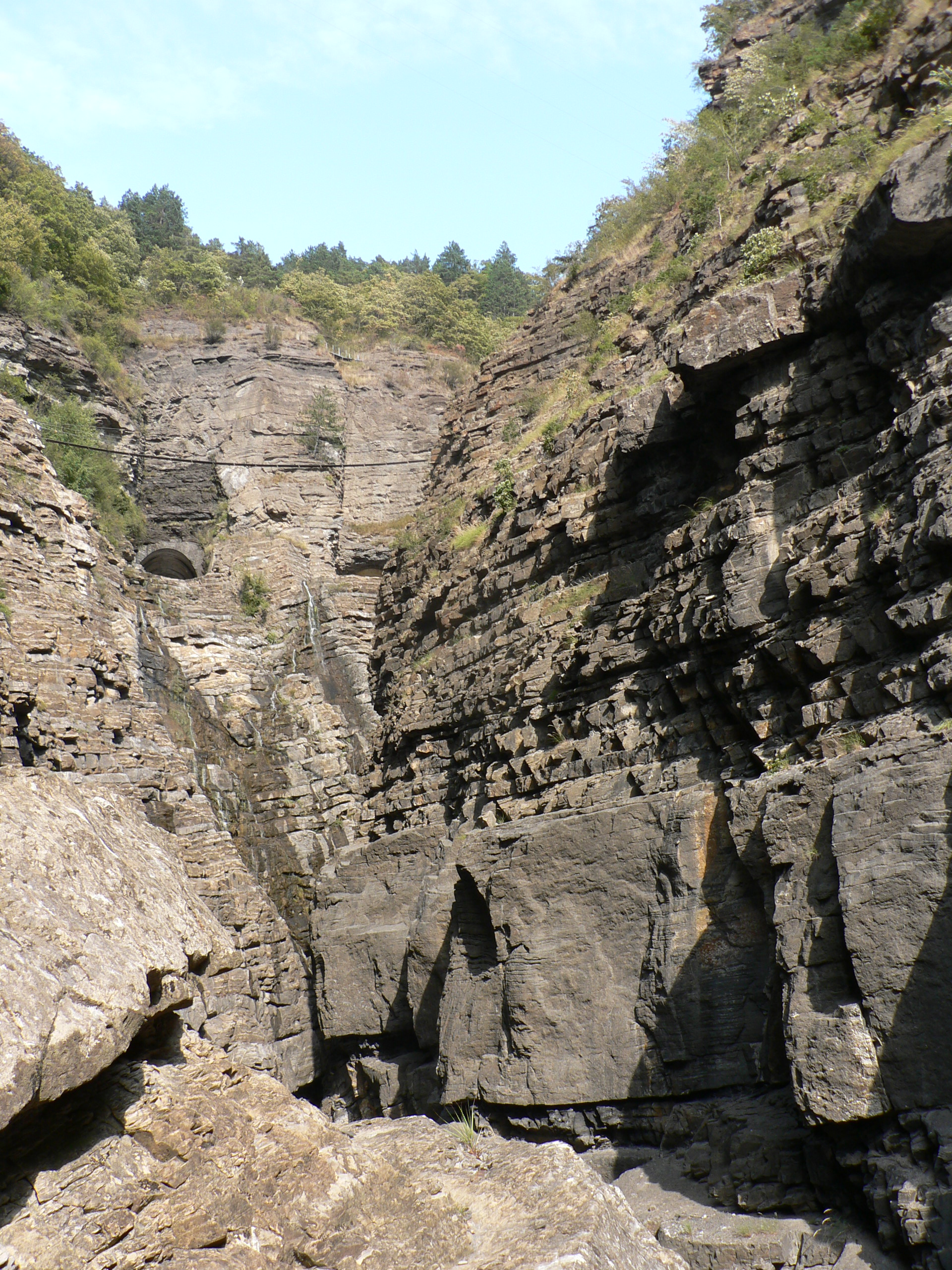
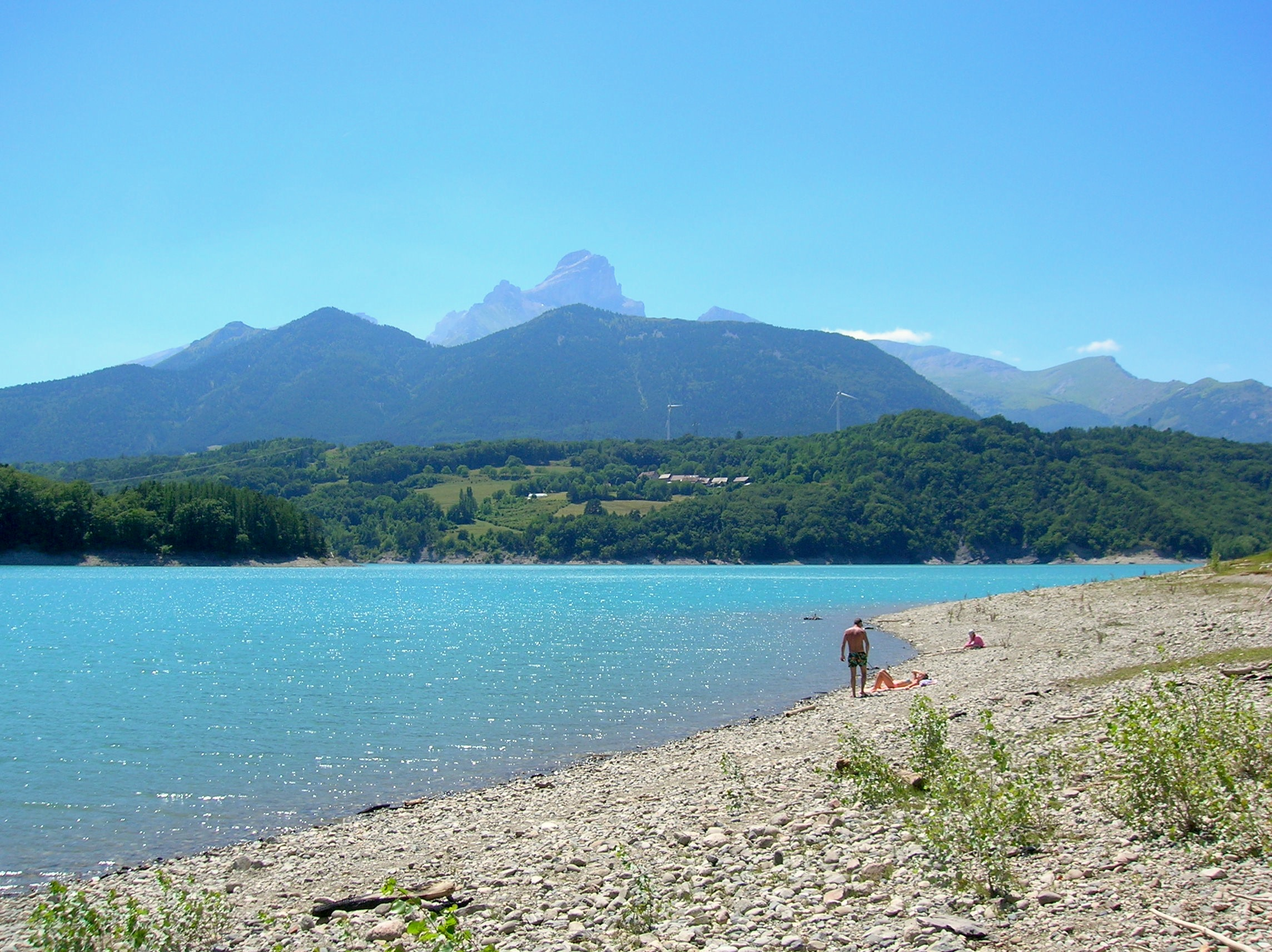
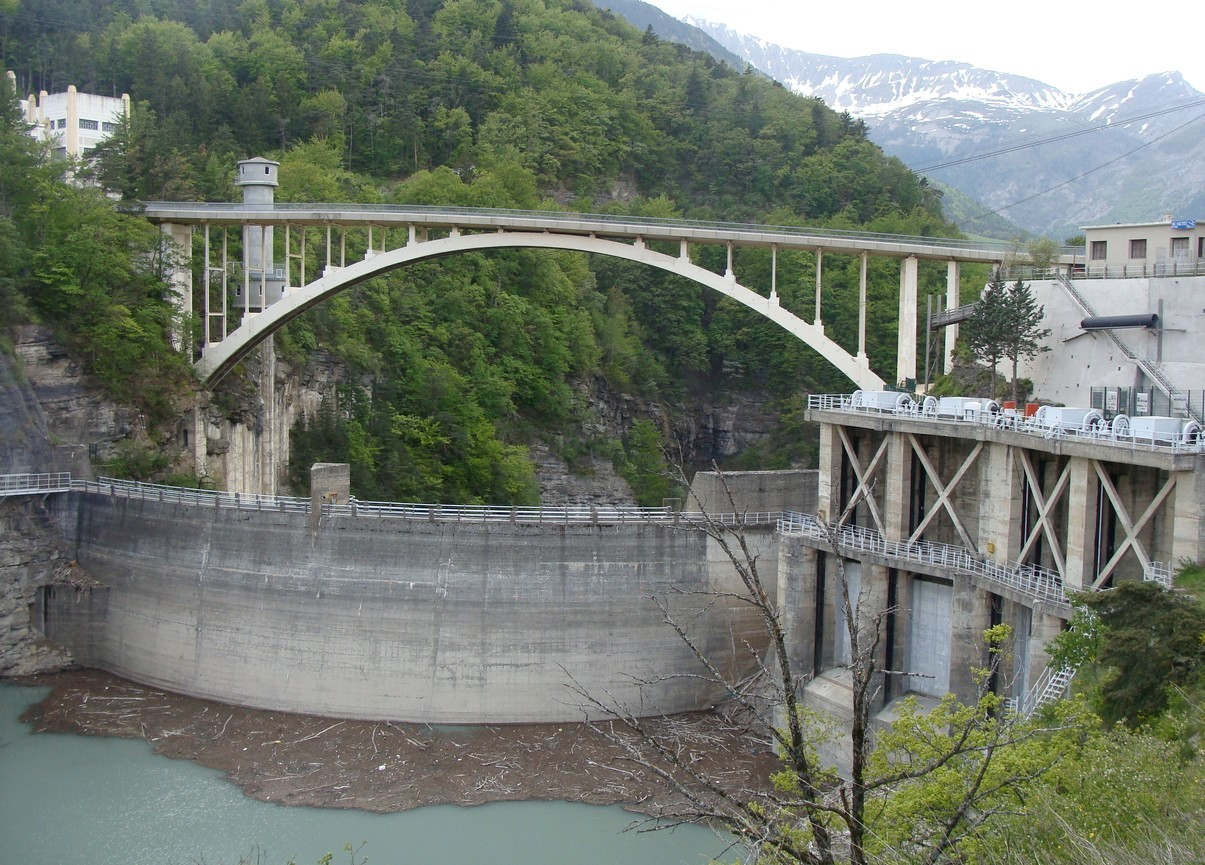